# Старши сержант
Старши сержант (във флота главен старшина) е третото поред звание сред сержантския (старшинския) състав в Българската армия.
В миналото се е използвало еквивалентното звание старши подофицер.
| Военни звания   |                |                  |
| младши: Сержант | Старши сержант | старши: Старшина |